# Dave Murray (Musiker)

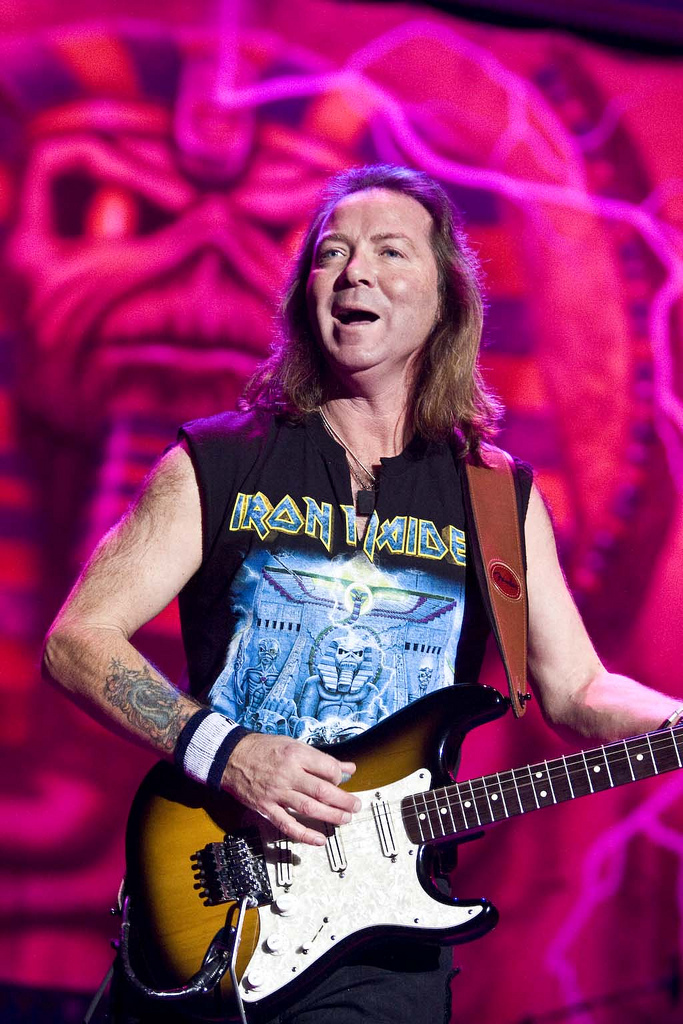
Dave Murray 2008

David „Dave“ Michael Murray (* 23. Dezember 1956 in Edmonton, London) ist ein britischer Musiker. Er ist einer der drei Gitarristen der britischen Heavy-Metal-Band Iron Maiden.

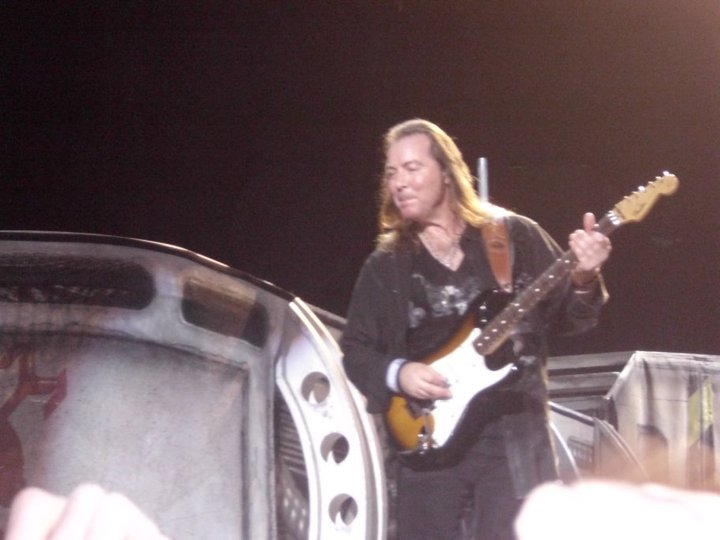

## Leben

### Jugend
Murray wuchs im Londoner Stadtbezirk Hackney auf und stammt aus armen Verhältnissen: Sein Vater war Maler und überwiegend arbeitslos, seine Mutter arbeitete in Teilzeit als Putzfrau. In seiner Jugend war er ein leidenschaftlicher Fußballspieler und Fan von Tottenham Hotspur. Da die Familie oft umzog, konnte er sich jedoch nie in einer der Fußballmannschaften etablieren, in denen er in den verschiedenen Schulen spielte, die er bereits mit sechzehn Jahren verließ.
Mit 14 Jahren kam er zur Gitarre, als er Jimi Hendrix’ Voodoo Child im Radio hörte. Weitere musikalische Einflüsse waren Jeff Beck, Carlos Santana und Robin Trower.
Etwas später gründete er seine erste Band, Stone Free, ein Powertrio, in dem er bereits mit seinem Schulfreund Adrian Smith zusammenspielte. Mit Smith spielte er dann in einer Formation namens Evil Ways und zwischendurch in dessen Band Urchin.
Mit dieser Zusammenarbeit wurde ein wichtiger Grundstein für die Erfolgsgeschichte Iron Maidens gelegt, da Murray 1980 Smith für den ausgeschiedenen Dennis Stratton in die Band brachte. Bis er mit Iron Maiden zum Profi-Musiker avancierte, arbeitete er als Automechaniker, als Arbeiter in einer Niederlassung der Guinness-Brauerei und als Lagerarbeiter. Als er durch seine Musikerkarriere mehr Geld verdiente, kaufte er als erstes seinen Eltern ein Haus, in dem seine Mutter noch heute lebt.

### Karriere bei Iron Maiden
Murray trat einer der ersten Bandbesetzungen wenige Monate nach deren Gründung bei und wurde dann vom damaligen Sänger Dennis Wilcock – wie viele andere damalige Bandmitglieder – rausgeschmissen. Mitte 1977 schloss er sich jedoch auf Anfrage von Steve Harris wieder Iron Maiden an. In den folgenden Monaten stellten Murray und Harris eine neue Bandbesetzung zusammen. Insofern ist Dave Murray genauso wie Steve Harris als Gründungsmitglied von Iron Maiden zu betrachten.
Murray ist Autodidakt und behauptet von sich, das zu spielen, was er fühlt. Besonders in der Live-Darbietung improvisiert er gerne bei seinen Gitarrensoli und zieht den Reiz daraus, dass es mal funktioniert und mal weniger. Sein Stil zeichnet sich durch sehr schnelles, flüssiges, melodisches und eigenwilliges Legato-Spiel aus, was sein Solospiel in Verbindung mit dem von ihm häufig verwendeten Halstonabnehmer unverkennbar macht und das Klangbild von Iron Maiden maßgeblich geprägt hat. Murray gehört zwar nicht zu den federführenden Komponisten, trotzdem bereichert er die Band mit zahlreichen Melodien, Riffs und technisch anspruchsvollen Soli. Über die Jahre spielte er bis auf wenige Ausnahmen (ESP, Jackson, Ibanez Destroyer, Dean) ausschließlich Fender Stratocaster-Modelle aus der American Series oder modifizierte Squier mit Humbucker-Bestückung in der Steg- und Halsposition (sogenannte Double Fat Strats) und Floyd-Rose-Vibratosystemen. Vor einigen Jahren ist er nun aber auf drei Humbucker (Seymour Duncan Hotrail) umgestiegen.
Murray lebt mit seiner 1985 geehelichten Frau Tamar und der 1995 geborenen Tochter auf Hawaii. Neben dem Fußball zählt Golf zu seinen Hobbys.